# Adelir Antônio de Carli
Adelir Antônio de Carli, conosciuto in Brasile anche come Padre Baloeiro o Padre do Balão (lett. in portoghese Padre Aeronauta o Padre Palloncino) (Pelotas, 8 febbraio 1966 – Oceano Atlantico, 20 aprile 2008), è stato un presbitero brasiliano.

## Biografia
Nel 2006, de Carli denunciò una violazione dei diritti umani contro i mendicanti nella città di Paranaguá. Queste denunce portarono all'arresto di sette agenti della Guarda Municipal e del segretario per la sicurezza municipale.
De Carli intendeva trascorrere più di 19 ore in volo appeso a dei palloncini per stabilire un nuovo record e pubblicizzare così un'iniziativa benefica. Fece un primo tentativo il 13 gennaio 2008, nel quale riuscì a volare per quattro ore da Ampère (Paraná, Brasile) a San Antonio (Misiones, Argentina), coprendo una distanza di 25 chilometri. Usando 600 palloncini, de Carli raggiunse un'altezza di 5300 m.
Al fine di raccogliere fondi per finanziare un rifugio spirituale per camionisti nella città portuale di Paranaguá, il 20 aprile 2008 de Carli cercò di battere un record: volare appeso a mille palloncini per almeno 19 ore consecutive, ma il vento lo spinse verso il mare aperto, dove perse il contatto radio e morì.